# Ацилий Север
Аци́лий Севе́р (лат. Acilius Severus) — римский государственный деятель первой половины IV века.

## Биография
Север происходил из сословия всадников, был родом из Испании. По всей видимости, в 316 году он занимал должность презида Тарраконской Испании, через год стал викарием Италии. В 322—323 годах Ацилий Север, предположительно, находился на посту префекта претория.
В 323 году он занимал должность ординарного консула вместе с Веттием Руфином. С 4 января 325 года по 13 ноября 326 года Ацилий Север был префектом Рима. В 1882 году на Римском форуме была обнаружена серебряная пластина с именем Севера, посвященная двадцатилетию правления императора Константина I Великого, который посетил город в 326 году.
Возможно, Север был христианином. Его сыном, быть может, был комит Испании в 333—335 годах Север, а потомком — писатель Ацилий Север, скончавшийся в правление Валентиниана I. Вероятно, консула 323 года следует идентифицировать с тем Ацилием, который упомянут в одной из надписей среди сенатором, внесших 600 000 сестерциев для постройки здания в Риме.